# Новотного перекриття українське
Перекриття́ Новотного украї́нське — ідея в шаховій композиції кооперативного жанру, яка являє собою одну із форм перекриття Новотного. Суть ідеї — активна або пасивна жертва фігури на полі перетину ліній дії тури і слона, причому жертовну фігуру почергово у кожній фазі забирають тура, слон і ще інші будь-які фігури.

## Історія
Ця ідея може розглядатись як різновид вираження перекриття Новотного. Цей задум дещо відмінний від базового класичного перекриття Новотного.
В кінці XX століття ідеєю чеського проблеміста Антоніна Новотного (22.08.1827 — 09.03.1871) зацікавилися українські шахові композитори — Роман Залокоцький, Геннадій Шинкарено, Олексій Угнівенко. Вони при вираженні ідеї А. Новотного знайшли інший підхід для втілення в задачі його задуму.
На полі перетину ліній дії тури і слона почергово у фазах забирається жертовна фігура то турою, то слоном, то іншими фігурами, внаслідок чого виникає три або більше фаз із різними матами за участі усіх тематичних фігур.
Ідея дістала назву — Новотного перекриття українське. В шаховій композиції існує кілька форм українського перекриття Новотного.

## Перекриття у білій формі
При вираженні перекриття у цій формі проходить взаємне перекриття білих тематичних фігур білими фігурами після прийняття білими жертви чорної фігури на тематичнім полі перетину ліній дії фігур щонайменше у трьох фазах.
|   | a | b | c | d | e | f | g | h |   |
| 8 | a8 білий слон · c7 чорний пішак · d7 чорна тура · h7 чорний слон · b6 чорний кінь · a5 біла тура · c5 чорна тура · e5 чорний король · f5 чорний пішак · g5 чорний пішак · c4 білий пішак · f3 чорний пішак · b2 білий пішак · c2 білий король · d2 чорний пішак · g2 чорний пішак · c1 білий слон · d1 біла тура | a8 білий слон · c7 чорний пішак · d7 чорна тура · h7 чорний слон · b6 чорний кінь · a5 біла тура · c5 чорна тура · e5 чорний король · f5 чорний пішак · g5 чорний пішак · c4 білий пішак · f3 чорний пішак · b2 білий пішак · c2 білий король · d2 чорний пішак · g2 чорний пішак · c1 білий слон · d1 біла тура | a8 білий слон · c7 чорний пішак · d7 чорна тура · h7 чорний слон · b6 чорний кінь · a5 біла тура · c5 чорна тура · e5 чорний король · f5 чорний пішак · g5 чорний пішак · c4 білий пішак · f3 чорний пішак · b2 білий пішак · c2 білий король · d2 чорний пішак · g2 чорний пішак · c1 білий слон · d1 біла тура | a8 білий слон · c7 чорний пішак · d7 чорна тура · h7 чорний слон · b6 чорний кінь · a5 біла тура · c5 чорна тура · e5 чорний король · f5 чорний пішак · g5 чорний пішак · c4 білий пішак · f3 чорний пішак · b2 білий пішак · c2 білий король · d2 чорний пішак · g2 чорний пішак · c1 білий слон · d1 біла тура | a8 білий слон · c7 чорний пішак · d7 чорна тура · h7 чорний слон · b6 чорний кінь · a5 біла тура · c5 чорна тура · e5 чорний король · f5 чорний пішак · g5 чорний пішак · c4 білий пішак · f3 чорний пішак · b2 білий пішак · c2 білий король · d2 чорний пішак · g2 чорний пішак · c1 білий слон · d1 біла тура | a8 білий слон · c7 чорний пішак · d7 чорна тура · h7 чорний слон · b6 чорний кінь · a5 біла тура · c5 чорна тура · e5 чорний король · f5 чорний пішак · g5 чорний пішак · c4 білий пішак · f3 чорний пішак · b2 білий пішак · c2 білий король · d2 чорний пішак · g2 чорний пішак · c1 білий слон · d1 біла тура | a8 білий слон · c7 чорний пішак · d7 чорна тура · h7 чорний слон · b6 чорний кінь · a5 біла тура · c5 чорна тура · e5 чорний король · f5 чорний пішак · g5 чорний пішак · c4 білий пішак · f3 чорний пішак · b2 білий пішак · c2 білий король · d2 чорний пішак · g2 чорний пішак · c1 білий слон · d1 біла тура | a8 білий слон · c7 чорний пішак · d7 чорна тура · h7 чорний слон · b6 чорний кінь · a5 біла тура · c5 чорна тура · e5 чорний король · f5 чорний пішак · g5 чорний пішак · c4 білий пішак · f3 чорний пішак · b2 білий пішак · c2 білий король · d2 чорний пішак · g2 чорний пішак · c1 білий слон · d1 біла тура | 8 |
| 7 | a8 білий слон · c7 чорний пішак · d7 чорна тура · h7 чорний слон · b6 чорний кінь · a5 біла тура · c5 чорна тура · e5 чорний король · f5 чорний пішак · g5 чорний пішак · c4 білий пішак · f3 чорний пішак · b2 білий пішак · c2 білий король · d2 чорний пішак · g2 чорний пішак · c1 білий слон · d1 біла тура | a8 білий слон · c7 чорний пішак · d7 чорна тура · h7 чорний слон · b6 чорний кінь · a5 біла тура · c5 чорна тура · e5 чорний король · f5 чорний пішак · g5 чорний пішак · c4 білий пішак · f3 чорний пішак · b2 білий пішак · c2 білий король · d2 чорний пішак · g2 чорний пішак · c1 білий слон · d1 біла тура | a8 білий слон · c7 чорний пішак · d7 чорна тура · h7 чорний слон · b6 чорний кінь · a5 біла тура · c5 чорна тура · e5 чорний король · f5 чорний пішак · g5 чорний пішак · c4 білий пішак · f3 чорний пішак · b2 білий пішак · c2 білий король · d2 чорний пішак · g2 чорний пішак · c1 білий слон · d1 біла тура | a8 білий слон · c7 чорний пішак · d7 чорна тура · h7 чорний слон · b6 чорний кінь · a5 біла тура · c5 чорна тура · e5 чорний король · f5 чорний пішак · g5 чорний пішак · c4 білий пішак · f3 чорний пішак · b2 білий пішак · c2 білий король · d2 чорний пішак · g2 чорний пішак · c1 білий слон · d1 біла тура | a8 білий слон · c7 чорний пішак · d7 чорна тура · h7 чорний слон · b6 чорний кінь · a5 біла тура · c5 чорна тура · e5 чорний король · f5 чорний пішак · g5 чорний пішак · c4 білий пішак · f3 чорний пішак · b2 білий пішак · c2 білий король · d2 чорний пішак · g2 чорний пішак · c1 білий слон · d1 біла тура | a8 білий слон · c7 чорний пішак · d7 чорна тура · h7 чорний слон · b6 чорний кінь · a5 біла тура · c5 чорна тура · e5 чорний король · f5 чорний пішак · g5 чорний пішак · c4 білий пішак · f3 чорний пішак · b2 білий пішак · c2 білий король · d2 чорний пішак · g2 чорний пішак · c1 білий слон · d1 біла тура | a8 білий слон · c7 чорний пішак · d7 чорна тура · h7 чорний слон · b6 чорний кінь · a5 біла тура · c5 чорна тура · e5 чорний король · f5 чорний пішак · g5 чорний пішак · c4 білий пішак · f3 чорний пішак · b2 білий пішак · c2 білий король · d2 чорний пішак · g2 чорний пішак · c1 білий слон · d1 біла тура | a8 білий слон · c7 чорний пішак · d7 чорна тура · h7 чорний слон · b6 чорний кінь · a5 біла тура · c5 чорна тура · e5 чорний король · f5 чорний пішак · g5 чорний пішак · c4 білий пішак · f3 чорний пішак · b2 білий пішак · c2 білий король · d2 чорний пішак · g2 чорний пішак · c1 білий слон · d1 біла тура | 7 |
| 6 | a8 білий слон · c7 чорний пішак · d7 чорна тура · h7 чорний слон · b6 чорний кінь · a5 біла тура · c5 чорна тура · e5 чорний король · f5 чорний пішак · g5 чорний пішак · c4 білий пішак · f3 чорний пішак · b2 білий пішак · c2 білий король · d2 чорний пішак · g2 чорний пішак · c1 білий слон · d1 біла тура | a8 білий слон · c7 чорний пішак · d7 чорна тура · h7 чорний слон · b6 чорний кінь · a5 біла тура · c5 чорна тура · e5 чорний король · f5 чорний пішак · g5 чорний пішак · c4 білий пішак · f3 чорний пішак · b2 білий пішак · c2 білий король · d2 чорний пішак · g2 чорний пішак · c1 білий слон · d1 біла тура | a8 білий слон · c7 чорний пішак · d7 чорна тура · h7 чорний слон · b6 чорний кінь · a5 біла тура · c5 чорна тура · e5 чорний король · f5 чорний пішак · g5 чорний пішак · c4 білий пішак · f3 чорний пішак · b2 білий пішак · c2 білий король · d2 чорний пішак · g2 чорний пішак · c1 білий слон · d1 біла тура | a8 білий слон · c7 чорний пішак · d7 чорна тура · h7 чорний слон · b6 чорний кінь · a5 біла тура · c5 чорна тура · e5 чорний король · f5 чорний пішак · g5 чорний пішак · c4 білий пішак · f3 чорний пішак · b2 білий пішак · c2 білий король · d2 чорний пішак · g2 чорний пішак · c1 білий слон · d1 біла тура | a8 білий слон · c7 чорний пішак · d7 чорна тура · h7 чорний слон · b6 чорний кінь · a5 біла тура · c5 чорна тура · e5 чорний король · f5 чорний пішак · g5 чорний пішак · c4 білий пішак · f3 чорний пішак · b2 білий пішак · c2 білий король · d2 чорний пішак · g2 чорний пішак · c1 білий слон · d1 біла тура | a8 білий слон · c7 чорний пішак · d7 чорна тура · h7 чорний слон · b6 чорний кінь · a5 біла тура · c5 чорна тура · e5 чорний король · f5 чорний пішак · g5 чорний пішак · c4 білий пішак · f3 чорний пішак · b2 білий пішак · c2 білий король · d2 чорний пішак · g2 чорний пішак · c1 білий слон · d1 біла тура | a8 білий слон · c7 чорний пішак · d7 чорна тура · h7 чорний слон · b6 чорний кінь · a5 біла тура · c5 чорна тура · e5 чорний король · f5 чорний пішак · g5 чорний пішак · c4 білий пішак · f3 чорний пішак · b2 білий пішак · c2 білий король · d2 чорний пішак · g2 чорний пішак · c1 білий слон · d1 біла тура | a8 білий слон · c7 чорний пішак · d7 чорна тура · h7 чорний слон · b6 чорний кінь · a5 біла тура · c5 чорна тура · e5 чорний король · f5 чорний пішак · g5 чорний пішак · c4 білий пішак · f3 чорний пішак · b2 білий пішак · c2 білий король · d2 чорний пішак · g2 чорний пішак · c1 білий слон · d1 біла тура | 6 |
| 5 | a8 білий слон · c7 чорний пішак · d7 чорна тура · h7 чорний слон · b6 чорний кінь · a5 біла тура · c5 чорна тура · e5 чорний король · f5 чорний пішак · g5 чорний пішак · c4 білий пішак · f3 чорний пішак · b2 білий пішак · c2 білий король · d2 чорний пішак · g2 чорний пішак · c1 білий слон · d1 біла тура | a8 білий слон · c7 чорний пішак · d7 чорна тура · h7 чорний слон · b6 чорний кінь · a5 біла тура · c5 чорна тура · e5 чорний король · f5 чорний пішак · g5 чорний пішак · c4 білий пішак · f3 чорний пішак · b2 білий пішак · c2 білий король · d2 чорний пішак · g2 чорний пішак · c1 білий слон · d1 біла тура | a8 білий слон · c7 чорний пішак · d7 чорна тура · h7 чорний слон · b6 чорний кінь · a5 біла тура · c5 чорна тура · e5 чорний король · f5 чорний пішак · g5 чорний пішак · c4 білий пішак · f3 чорний пішак · b2 білий пішак · c2 білий король · d2 чорний пішак · g2 чорний пішак · c1 білий слон · d1 біла тура | a8 білий слон · c7 чорний пішак · d7 чорна тура · h7 чорний слон · b6 чорний кінь · a5 біла тура · c5 чорна тура · e5 чорний король · f5 чорний пішак · g5 чорний пішак · c4 білий пішак · f3 чорний пішак · b2 білий пішак · c2 білий король · d2 чорний пішак · g2 чорний пішак · c1 білий слон · d1 біла тура | a8 білий слон · c7 чорний пішак · d7 чорна тура · h7 чорний слон · b6 чорний кінь · a5 біла тура · c5 чорна тура · e5 чорний король · f5 чорний пішак · g5 чорний пішак · c4 білий пішак · f3 чорний пішак · b2 білий пішак · c2 білий король · d2 чорний пішак · g2 чорний пішак · c1 білий слон · d1 біла тура | a8 білий слон · c7 чорний пішак · d7 чорна тура · h7 чорний слон · b6 чорний кінь · a5 біла тура · c5 чорна тура · e5 чорний король · f5 чорний пішак · g5 чорний пішак · c4 білий пішак · f3 чорний пішак · b2 білий пішак · c2 білий король · d2 чорний пішак · g2 чорний пішак · c1 білий слон · d1 біла тура | a8 білий слон · c7 чорний пішак · d7 чорна тура · h7 чорний слон · b6 чорний кінь · a5 біла тура · c5 чорна тура · e5 чорний король · f5 чорний пішак · g5 чорний пішак · c4 білий пішак · f3 чорний пішак · b2 білий пішак · c2 білий король · d2 чорний пішак · g2 чорний пішак · c1 білий слон · d1 біла тура | a8 білий слон · c7 чорний пішак · d7 чорна тура · h7 чорний слон · b6 чорний кінь · a5 біла тура · c5 чорна тура · e5 чорний король · f5 чорний пішак · g5 чорний пішак · c4 білий пішак · f3 чорний пішак · b2 білий пішак · c2 білий король · d2 чорний пішак · g2 чорний пішак · c1 білий слон · d1 біла тура | 5 |
| 4 | a8 білий слон · c7 чорний пішак · d7 чорна тура · h7 чорний слон · b6 чорний кінь · a5 біла тура · c5 чорна тура · e5 чорний король · f5 чорний пішак · g5 чорний пішак · c4 білий пішак · f3 чорний пішак · b2 білий пішак · c2 білий король · d2 чорний пішак · g2 чорний пішак · c1 білий слон · d1 біла тура | a8 білий слон · c7 чорний пішак · d7 чорна тура · h7 чорний слон · b6 чорний кінь · a5 біла тура · c5 чорна тура · e5 чорний король · f5 чорний пішак · g5 чорний пішак · c4 білий пішак · f3 чорний пішак · b2 білий пішак · c2 білий король · d2 чорний пішак · g2 чорний пішак · c1 білий слон · d1 біла тура | a8 білий слон · c7 чорний пішак · d7 чорна тура · h7 чорний слон · b6 чорний кінь · a5 біла тура · c5 чорна тура · e5 чорний король · f5 чорний пішак · g5 чорний пішак · c4 білий пішак · f3 чорний пішак · b2 білий пішак · c2 білий король · d2 чорний пішак · g2 чорний пішак · c1 білий слон · d1 біла тура | a8 білий слон · c7 чорний пішак · d7 чорна тура · h7 чорний слон · b6 чорний кінь · a5 біла тура · c5 чорна тура · e5 чорний король · f5 чорний пішак · g5 чорний пішак · c4 білий пішак · f3 чорний пішак · b2 білий пішак · c2 білий король · d2 чорний пішак · g2 чорний пішак · c1 білий слон · d1 біла тура | a8 білий слон · c7 чорний пішак · d7 чорна тура · h7 чорний слон · b6 чорний кінь · a5 біла тура · c5 чорна тура · e5 чорний король · f5 чорний пішак · g5 чорний пішак · c4 білий пішак · f3 чорний пішак · b2 білий пішак · c2 білий король · d2 чорний пішак · g2 чорний пішак · c1 білий слон · d1 біла тура | a8 білий слон · c7 чорний пішак · d7 чорна тура · h7 чорний слон · b6 чорний кінь · a5 біла тура · c5 чорна тура · e5 чорний король · f5 чорний пішак · g5 чорний пішак · c4 білий пішак · f3 чорний пішак · b2 білий пішак · c2 білий король · d2 чорний пішак · g2 чорний пішак · c1 білий слон · d1 біла тура | a8 білий слон · c7 чорний пішак · d7 чорна тура · h7 чорний слон · b6 чорний кінь · a5 біла тура · c5 чорна тура · e5 чорний король · f5 чорний пішак · g5 чорний пішак · c4 білий пішак · f3 чорний пішак · b2 білий пішак · c2 білий король · d2 чорний пішак · g2 чорний пішак · c1 білий слон · d1 біла тура | a8 білий слон · c7 чорний пішак · d7 чорна тура · h7 чорний слон · b6 чорний кінь · a5 біла тура · c5 чорна тура · e5 чорний король · f5 чорний пішак · g5 чорний пішак · c4 білий пішак · f3 чорний пішак · b2 білий пішак · c2 білий король · d2 чорний пішак · g2 чорний пішак · c1 білий слон · d1 біла тура | 4 |
| 3 | a8 білий слон · c7 чорний пішак · d7 чорна тура · h7 чорний слон · b6 чорний кінь · a5 біла тура · c5 чорна тура · e5 чорний король · f5 чорний пішак · g5 чорний пішак · c4 білий пішак · f3 чорний пішак · b2 білий пішак · c2 білий король · d2 чорний пішак · g2 чорний пішак · c1 білий слон · d1 біла тура | a8 білий слон · c7 чорний пішак · d7 чорна тура · h7 чорний слон · b6 чорний кінь · a5 біла тура · c5 чорна тура · e5 чорний король · f5 чорний пішак · g5 чорний пішак · c4 білий пішак · f3 чорний пішак · b2 білий пішак · c2 білий король · d2 чорний пішак · g2 чорний пішак · c1 білий слон · d1 біла тура | a8 білий слон · c7 чорний пішак · d7 чорна тура · h7 чорний слон · b6 чорний кінь · a5 біла тура · c5 чорна тура · e5 чорний король · f5 чорний пішак · g5 чорний пішак · c4 білий пішак · f3 чорний пішак · b2 білий пішак · c2 білий король · d2 чорний пішак · g2 чорний пішак · c1 білий слон · d1 біла тура | a8 білий слон · c7 чорний пішак · d7 чорна тура · h7 чорний слон · b6 чорний кінь · a5 біла тура · c5 чорна тура · e5 чорний король · f5 чорний пішак · g5 чорний пішак · c4 білий пішак · f3 чорний пішак · b2 білий пішак · c2 білий король · d2 чорний пішак · g2 чорний пішак · c1 білий слон · d1 біла тура | a8 білий слон · c7 чорний пішак · d7 чорна тура · h7 чорний слон · b6 чорний кінь · a5 біла тура · c5 чорна тура · e5 чорний король · f5 чорний пішак · g5 чорний пішак · c4 білий пішак · f3 чорний пішак · b2 білий пішак · c2 білий король · d2 чорний пішак · g2 чорний пішак · c1 білий слон · d1 біла тура | a8 білий слон · c7 чорний пішак · d7 чорна тура · h7 чорний слон · b6 чорний кінь · a5 біла тура · c5 чорна тура · e5 чорний король · f5 чорний пішак · g5 чорний пішак · c4 білий пішак · f3 чорний пішак · b2 білий пішак · c2 білий король · d2 чорний пішак · g2 чорний пішак · c1 білий слон · d1 біла тура | a8 білий слон · c7 чорний пішак · d7 чорна тура · h7 чорний слон · b6 чорний кінь · a5 біла тура · c5 чорна тура · e5 чорний король · f5 чорний пішак · g5 чорний пішак · c4 білий пішак · f3 чорний пішак · b2 білий пішак · c2 білий король · d2 чорний пішак · g2 чорний пішак · c1 білий слон · d1 біла тура | a8 білий слон · c7 чорний пішак · d7 чорна тура · h7 чорний слон · b6 чорний кінь · a5 біла тура · c5 чорна тура · e5 чорний король · f5 чорний пішак · g5 чорний пішак · c4 білий пішак · f3 чорний пішак · b2 білий пішак · c2 білий король · d2 чорний пішак · g2 чорний пішак · c1 білий слон · d1 біла тура | 3 |
| 2 | a8 білий слон · c7 чорний пішак · d7 чорна тура · h7 чорний слон · b6 чорний кінь · a5 біла тура · c5 чорна тура · e5 чорний король · f5 чорний пішак · g5 чорний пішак · c4 білий пішак · f3 чорний пішак · b2 білий пішак · c2 білий король · d2 чорний пішак · g2 чорний пішак · c1 білий слон · d1 біла тура | a8 білий слон · c7 чорний пішак · d7 чорна тура · h7 чорний слон · b6 чорний кінь · a5 біла тура · c5 чорна тура · e5 чорний король · f5 чорний пішак · g5 чорний пішак · c4 білий пішак · f3 чорний пішак · b2 білий пішак · c2 білий король · d2 чорний пішак · g2 чорний пішак · c1 білий слон · d1 біла тура | a8 білий слон · c7 чорний пішак · d7 чорна тура · h7 чорний слон · b6 чорний кінь · a5 біла тура · c5 чорна тура · e5 чорний король · f5 чорний пішак · g5 чорний пішак · c4 білий пішак · f3 чорний пішак · b2 білий пішак · c2 білий король · d2 чорний пішак · g2 чорний пішак · c1 білий слон · d1 біла тура | a8 білий слон · c7 чорний пішак · d7 чорна тура · h7 чорний слон · b6 чорний кінь · a5 біла тура · c5 чорна тура · e5 чорний король · f5 чорний пішак · g5 чорний пішак · c4 білий пішак · f3 чорний пішак · b2 білий пішак · c2 білий король · d2 чорний пішак · g2 чорний пішак · c1 білий слон · d1 біла тура | a8 білий слон · c7 чорний пішак · d7 чорна тура · h7 чорний слон · b6 чорний кінь · a5 біла тура · c5 чорна тура · e5 чорний король · f5 чорний пішак · g5 чорний пішак · c4 білий пішак · f3 чорний пішак · b2 білий пішак · c2 білий король · d2 чорний пішак · g2 чорний пішак · c1 білий слон · d1 біла тура | a8 білий слон · c7 чорний пішак · d7 чорна тура · h7 чорний слон · b6 чорний кінь · a5 біла тура · c5 чорна тура · e5 чорний король · f5 чорний пішак · g5 чорний пішак · c4 білий пішак · f3 чорний пішак · b2 білий пішак · c2 білий король · d2 чорний пішак · g2 чорний пішак · c1 білий слон · d1 біла тура | a8 білий слон · c7 чорний пішак · d7 чорна тура · h7 чорний слон · b6 чорний кінь · a5 біла тура · c5 чорна тура · e5 чорний король · f5 чорний пішак · g5 чорний пішак · c4 білий пішак · f3 чорний пішак · b2 білий пішак · c2 білий король · d2 чорний пішак · g2 чорний пішак · c1 білий слон · d1 біла тура | a8 білий слон · c7 чорний пішак · d7 чорна тура · h7 чорний слон · b6 чорний кінь · a5 біла тура · c5 чорна тура · e5 чорний король · f5 чорний пішак · g5 чорний пішак · c4 білий пішак · f3 чорний пішак · b2 білий пішак · c2 білий король · d2 чорний пішак · g2 чорний пішак · c1 білий слон · d1 біла тура | 2 |
| 1 | a8 білий слон · c7 чорний пішак · d7 чорна тура · h7 чорний слон · b6 чорний кінь · a5 біла тура · c5 чорна тура · e5 чорний король · f5 чорний пішак · g5 чорний пішак · c4 білий пішак · f3 чорний пішак · b2 білий пішак · c2 білий король · d2 чорний пішак · g2 чорний пішак · c1 білий слон · d1 біла тура | a8 білий слон · c7 чорний пішак · d7 чорна тура · h7 чорний слон · b6 чорний кінь · a5 біла тура · c5 чорна тура · e5 чорний король · f5 чорний пішак · g5 чорний пішак · c4 білий пішак · f3 чорний пішак · b2 білий пішак · c2 білий король · d2 чорний пішак · g2 чорний пішак · c1 білий слон · d1 біла тура | a8 білий слон · c7 чорний пішак · d7 чорна тура · h7 чорний слон · b6 чорний кінь · a5 біла тура · c5 чорна тура · e5 чорний король · f5 чорний пішак · g5 чорний пішак · c4 білий пішак · f3 чорний пішак · b2 білий пішак · c2 білий король · d2 чорний пішак · g2 чорний пішак · c1 білий слон · d1 біла тура | a8 білий слон · c7 чорний пішак · d7 чорна тура · h7 чорний слон · b6 чорний кінь · a5 біла тура · c5 чорна тура · e5 чорний король · f5 чорний пішак · g5 чорний пішак · c4 білий пішак · f3 чорний пішак · b2 білий пішак · c2 білий король · d2 чорний пішак · g2 чорний пішак · c1 білий слон · d1 біла тура | a8 білий слон · c7 чорний пішак · d7 чорна тура · h7 чорний слон · b6 чорний кінь · a5 біла тура · c5 чорна тура · e5 чорний король · f5 чорний пішак · g5 чорний пішак · c4 білий пішак · f3 чорний пішак · b2 білий пішак · c2 білий король · d2 чорний пішак · g2 чорний пішак · c1 білий слон · d1 біла тура | a8 білий слон · c7 чорний пішак · d7 чорна тура · h7 чорний слон · b6 чорний кінь · a5 біла тура · c5 чорна тура · e5 чорний король · f5 чорний пішак · g5 чорний пішак · c4 білий пішак · f3 чорний пішак · b2 білий пішак · c2 білий король · d2 чорний пішак · g2 чорний пішак · c1 білий слон · d1 біла тура | a8 білий слон · c7 чорний пішак · d7 чорна тура · h7 чорний слон · b6 чорний кінь · a5 біла тура · c5 чорна тура · e5 чорний король · f5 чорний пішак · g5 чорний пішак · c4 білий пішак · f3 чорний пішак · b2 білий пішак · c2 білий король · d2 чорний пішак · g2 чорний пішак · c1 білий слон · d1 біла тура | a8 білий слон · c7 чорний пішак · d7 чорна тура · h7 чорний слон · b6 чорний кінь · a5 біла тура · c5 чорна тура · e5 чорний король · f5 чорний пішак · g5 чорний пішак · c4 білий пішак · f3 чорний пішак · b2 білий пішак · c2 білий король · d2 чорний пішак · g2 чорний пішак · c1 білий слон · d1 біла тура | 1 |
|   | a | b | c | d | e | f | g | h |   |

b) c5, c) c5

a) 1. Kd4 K:d2 2. T:c4 Ke1#

b) 1. Kf4 T:d2 2. Ld6 T:g2#
c) 1. Kd6 L:d2 2. Se6 Lb4#
В цій задачі тематичне поле, на якому стоїть чорна жертовна фігура і перекриваються білі фігури є поле «d2».
Перекриття Новотного українське пройшло у близнюках Форсберга.
|   | a | b | c | d | e | f | g | h |   |
| 8 | e8 чорний ферзь · b7 білий кінь · d7 чорний король · f7 чорна тура · f6 чорний пішак · b5 чорний кінь · e4 чорний пішак · f4 білий король · e3 біла тура · f3 білий слон · g1 чорний слон · h1 чорний слон | e8 чорний ферзь · b7 білий кінь · d7 чорний король · f7 чорна тура · f6 чорний пішак · b5 чорний кінь · e4 чорний пішак · f4 білий король · e3 біла тура · f3 білий слон · g1 чорний слон · h1 чорний слон | e8 чорний ферзь · b7 білий кінь · d7 чорний король · f7 чорна тура · f6 чорний пішак · b5 чорний кінь · e4 чорний пішак · f4 білий король · e3 біла тура · f3 білий слон · g1 чорний слон · h1 чорний слон | e8 чорний ферзь · b7 білий кінь · d7 чорний король · f7 чорна тура · f6 чорний пішак · b5 чорний кінь · e4 чорний пішак · f4 білий король · e3 біла тура · f3 білий слон · g1 чорний слон · h1 чорний слон | e8 чорний ферзь · b7 білий кінь · d7 чорний король · f7 чорна тура · f6 чорний пішак · b5 чорний кінь · e4 чорний пішак · f4 білий король · e3 біла тура · f3 білий слон · g1 чорний слон · h1 чорний слон | e8 чорний ферзь · b7 білий кінь · d7 чорний король · f7 чорна тура · f6 чорний пішак · b5 чорний кінь · e4 чорний пішак · f4 білий король · e3 біла тура · f3 білий слон · g1 чорний слон · h1 чорний слон | e8 чорний ферзь · b7 білий кінь · d7 чорний король · f7 чорна тура · f6 чорний пішак · b5 чорний кінь · e4 чорний пішак · f4 білий король · e3 біла тура · f3 білий слон · g1 чорний слон · h1 чорний слон | e8 чорний ферзь · b7 білий кінь · d7 чорний король · f7 чорна тура · f6 чорний пішак · b5 чорний кінь · e4 чорний пішак · f4 білий король · e3 біла тура · f3 білий слон · g1 чорний слон · h1 чорний слон | 8 |
| 7 | e8 чорний ферзь · b7 білий кінь · d7 чорний король · f7 чорна тура · f6 чорний пішак · b5 чорний кінь · e4 чорний пішак · f4 білий король · e3 біла тура · f3 білий слон · g1 чорний слон · h1 чорний слон | e8 чорний ферзь · b7 білий кінь · d7 чорний король · f7 чорна тура · f6 чорний пішак · b5 чорний кінь · e4 чорний пішак · f4 білий король · e3 біла тура · f3 білий слон · g1 чорний слон · h1 чорний слон | e8 чорний ферзь · b7 білий кінь · d7 чорний король · f7 чорна тура · f6 чорний пішак · b5 чорний кінь · e4 чорний пішак · f4 білий король · e3 біла тура · f3 білий слон · g1 чорний слон · h1 чорний слон | e8 чорний ферзь · b7 білий кінь · d7 чорний король · f7 чорна тура · f6 чорний пішак · b5 чорний кінь · e4 чорний пішак · f4 білий король · e3 біла тура · f3 білий слон · g1 чорний слон · h1 чорний слон | e8 чорний ферзь · b7 білий кінь · d7 чорний король · f7 чорна тура · f6 чорний пішак · b5 чорний кінь · e4 чорний пішак · f4 білий король · e3 біла тура · f3 білий слон · g1 чорний слон · h1 чорний слон | e8 чорний ферзь · b7 білий кінь · d7 чорний король · f7 чорна тура · f6 чорний пішак · b5 чорний кінь · e4 чорний пішак · f4 білий король · e3 біла тура · f3 білий слон · g1 чорний слон · h1 чорний слон | e8 чорний ферзь · b7 білий кінь · d7 чорний король · f7 чорна тура · f6 чорний пішак · b5 чорний кінь · e4 чорний пішак · f4 білий король · e3 біла тура · f3 білий слон · g1 чорний слон · h1 чорний слон | e8 чорний ферзь · b7 білий кінь · d7 чорний король · f7 чорна тура · f6 чорний пішак · b5 чорний кінь · e4 чорний пішак · f4 білий король · e3 біла тура · f3 білий слон · g1 чорний слон · h1 чорний слон | 7 |
| 6 | e8 чорний ферзь · b7 білий кінь · d7 чорний король · f7 чорна тура · f6 чорний пішак · b5 чорний кінь · e4 чорний пішак · f4 білий король · e3 біла тура · f3 білий слон · g1 чорний слон · h1 чорний слон | e8 чорний ферзь · b7 білий кінь · d7 чорний король · f7 чорна тура · f6 чорний пішак · b5 чорний кінь · e4 чорний пішак · f4 білий король · e3 біла тура · f3 білий слон · g1 чорний слон · h1 чорний слон | e8 чорний ферзь · b7 білий кінь · d7 чорний король · f7 чорна тура · f6 чорний пішак · b5 чорний кінь · e4 чорний пішак · f4 білий король · e3 біла тура · f3 білий слон · g1 чорний слон · h1 чорний слон | e8 чорний ферзь · b7 білий кінь · d7 чорний король · f7 чорна тура · f6 чорний пішак · b5 чорний кінь · e4 чорний пішак · f4 білий король · e3 біла тура · f3 білий слон · g1 чорний слон · h1 чорний слон | e8 чорний ферзь · b7 білий кінь · d7 чорний король · f7 чорна тура · f6 чорний пішак · b5 чорний кінь · e4 чорний пішак · f4 білий король · e3 біла тура · f3 білий слон · g1 чорний слон · h1 чорний слон | e8 чорний ферзь · b7 білий кінь · d7 чорний король · f7 чорна тура · f6 чорний пішак · b5 чорний кінь · e4 чорний пішак · f4 білий король · e3 біла тура · f3 білий слон · g1 чорний слон · h1 чорний слон | e8 чорний ферзь · b7 білий кінь · d7 чорний король · f7 чорна тура · f6 чорний пішак · b5 чорний кінь · e4 чорний пішак · f4 білий король · e3 біла тура · f3 білий слон · g1 чорний слон · h1 чорний слон | e8 чорний ферзь · b7 білий кінь · d7 чорний король · f7 чорна тура · f6 чорний пішак · b5 чорний кінь · e4 чорний пішак · f4 білий король · e3 біла тура · f3 білий слон · g1 чорний слон · h1 чорний слон | 6 |
| 5 | e8 чорний ферзь · b7 білий кінь · d7 чорний король · f7 чорна тура · f6 чорний пішак · b5 чорний кінь · e4 чорний пішак · f4 білий король · e3 біла тура · f3 білий слон · g1 чорний слон · h1 чорний слон | e8 чорний ферзь · b7 білий кінь · d7 чорний король · f7 чорна тура · f6 чорний пішак · b5 чорний кінь · e4 чорний пішак · f4 білий король · e3 біла тура · f3 білий слон · g1 чорний слон · h1 чорний слон | e8 чорний ферзь · b7 білий кінь · d7 чорний король · f7 чорна тура · f6 чорний пішак · b5 чорний кінь · e4 чорний пішак · f4 білий король · e3 біла тура · f3 білий слон · g1 чорний слон · h1 чорний слон | e8 чорний ферзь · b7 білий кінь · d7 чорний король · f7 чорна тура · f6 чорний пішак · b5 чорний кінь · e4 чорний пішак · f4 білий король · e3 біла тура · f3 білий слон · g1 чорний слон · h1 чорний слон | e8 чорний ферзь · b7 білий кінь · d7 чорний король · f7 чорна тура · f6 чорний пішак · b5 чорний кінь · e4 чорний пішак · f4 білий король · e3 біла тура · f3 білий слон · g1 чорний слон · h1 чорний слон | e8 чорний ферзь · b7 білий кінь · d7 чорний король · f7 чорна тура · f6 чорний пішак · b5 чорний кінь · e4 чорний пішак · f4 білий король · e3 біла тура · f3 білий слон · g1 чорний слон · h1 чорний слон | e8 чорний ферзь · b7 білий кінь · d7 чорний король · f7 чорна тура · f6 чорний пішак · b5 чорний кінь · e4 чорний пішак · f4 білий король · e3 біла тура · f3 білий слон · g1 чорний слон · h1 чорний слон | e8 чорний ферзь · b7 білий кінь · d7 чорний король · f7 чорна тура · f6 чорний пішак · b5 чорний кінь · e4 чорний пішак · f4 білий король · e3 біла тура · f3 білий слон · g1 чорний слон · h1 чорний слон | 5 |
| 4 | e8 чорний ферзь · b7 білий кінь · d7 чорний король · f7 чорна тура · f6 чорний пішак · b5 чорний кінь · e4 чорний пішак · f4 білий король · e3 біла тура · f3 білий слон · g1 чорний слон · h1 чорний слон | e8 чорний ферзь · b7 білий кінь · d7 чорний король · f7 чорна тура · f6 чорний пішак · b5 чорний кінь · e4 чорний пішак · f4 білий король · e3 біла тура · f3 білий слон · g1 чорний слон · h1 чорний слон | e8 чорний ферзь · b7 білий кінь · d7 чорний король · f7 чорна тура · f6 чорний пішак · b5 чорний кінь · e4 чорний пішак · f4 білий король · e3 біла тура · f3 білий слон · g1 чорний слон · h1 чорний слон | e8 чорний ферзь · b7 білий кінь · d7 чорний король · f7 чорна тура · f6 чорний пішак · b5 чорний кінь · e4 чорний пішак · f4 білий король · e3 біла тура · f3 білий слон · g1 чорний слон · h1 чорний слон | e8 чорний ферзь · b7 білий кінь · d7 чорний король · f7 чорна тура · f6 чорний пішак · b5 чорний кінь · e4 чорний пішак · f4 білий король · e3 біла тура · f3 білий слон · g1 чорний слон · h1 чорний слон | e8 чорний ферзь · b7 білий кінь · d7 чорний король · f7 чорна тура · f6 чорний пішак · b5 чорний кінь · e4 чорний пішак · f4 білий король · e3 біла тура · f3 білий слон · g1 чорний слон · h1 чорний слон | e8 чорний ферзь · b7 білий кінь · d7 чорний король · f7 чорна тура · f6 чорний пішак · b5 чорний кінь · e4 чорний пішак · f4 білий король · e3 біла тура · f3 білий слон · g1 чорний слон · h1 чорний слон | e8 чорний ферзь · b7 білий кінь · d7 чорний король · f7 чорна тура · f6 чорний пішак · b5 чорний кінь · e4 чорний пішак · f4 білий король · e3 біла тура · f3 білий слон · g1 чорний слон · h1 чорний слон | 4 |
| 3 | e8 чорний ферзь · b7 білий кінь · d7 чорний король · f7 чорна тура · f6 чорний пішак · b5 чорний кінь · e4 чорний пішак · f4 білий король · e3 біла тура · f3 білий слон · g1 чорний слон · h1 чорний слон | e8 чорний ферзь · b7 білий кінь · d7 чорний король · f7 чорна тура · f6 чорний пішак · b5 чорний кінь · e4 чорний пішак · f4 білий король · e3 біла тура · f3 білий слон · g1 чорний слон · h1 чорний слон | e8 чорний ферзь · b7 білий кінь · d7 чорний король · f7 чорна тура · f6 чорний пішак · b5 чорний кінь · e4 чорний пішак · f4 білий король · e3 біла тура · f3 білий слон · g1 чорний слон · h1 чорний слон | e8 чорний ферзь · b7 білий кінь · d7 чорний король · f7 чорна тура · f6 чорний пішак · b5 чорний кінь · e4 чорний пішак · f4 білий король · e3 біла тура · f3 білий слон · g1 чорний слон · h1 чорний слон | e8 чорний ферзь · b7 білий кінь · d7 чорний король · f7 чорна тура · f6 чорний пішак · b5 чорний кінь · e4 чорний пішак · f4 білий король · e3 біла тура · f3 білий слон · g1 чорний слон · h1 чорний слон | e8 чорний ферзь · b7 білий кінь · d7 чорний король · f7 чорна тура · f6 чорний пішак · b5 чорний кінь · e4 чорний пішак · f4 білий король · e3 біла тура · f3 білий слон · g1 чорний слон · h1 чорний слон | e8 чорний ферзь · b7 білий кінь · d7 чорний король · f7 чорна тура · f6 чорний пішак · b5 чорний кінь · e4 чорний пішак · f4 білий король · e3 біла тура · f3 білий слон · g1 чорний слон · h1 чорний слон | e8 чорний ферзь · b7 білий кінь · d7 чорний король · f7 чорна тура · f6 чорний пішак · b5 чорний кінь · e4 чорний пішак · f4 білий король · e3 біла тура · f3 білий слон · g1 чорний слон · h1 чорний слон | 3 |
| 2 | e8 чорний ферзь · b7 білий кінь · d7 чорний король · f7 чорна тура · f6 чорний пішак · b5 чорний кінь · e4 чорний пішак · f4 білий король · e3 біла тура · f3 білий слон · g1 чорний слон · h1 чорний слон | e8 чорний ферзь · b7 білий кінь · d7 чорний король · f7 чорна тура · f6 чорний пішак · b5 чорний кінь · e4 чорний пішак · f4 білий король · e3 біла тура · f3 білий слон · g1 чорний слон · h1 чорний слон | e8 чорний ферзь · b7 білий кінь · d7 чорний король · f7 чорна тура · f6 чорний пішак · b5 чорний кінь · e4 чорний пішак · f4 білий король · e3 біла тура · f3 білий слон · g1 чорний слон · h1 чорний слон | e8 чорний ферзь · b7 білий кінь · d7 чорний король · f7 чорна тура · f6 чорний пішак · b5 чорний кінь · e4 чорний пішак · f4 білий король · e3 біла тура · f3 білий слон · g1 чорний слон · h1 чорний слон | e8 чорний ферзь · b7 білий кінь · d7 чорний король · f7 чорна тура · f6 чорний пішак · b5 чорний кінь · e4 чорний пішак · f4 білий король · e3 біла тура · f3 білий слон · g1 чорний слон · h1 чорний слон | e8 чорний ферзь · b7 білий кінь · d7 чорний король · f7 чорна тура · f6 чорний пішак · b5 чорний кінь · e4 чорний пішак · f4 білий король · e3 біла тура · f3 білий слон · g1 чорний слон · h1 чорний слон | e8 чорний ферзь · b7 білий кінь · d7 чорний король · f7 чорна тура · f6 чорний пішак · b5 чорний кінь · e4 чорний пішак · f4 білий король · e3 біла тура · f3 білий слон · g1 чорний слон · h1 чорний слон | e8 чорний ферзь · b7 білий кінь · d7 чорний король · f7 чорна тура · f6 чорний пішак · b5 чорний кінь · e4 чорний пішак · f4 білий король · e3 біла тура · f3 білий слон · g1 чорний слон · h1 чорний слон | 2 |
| 1 | e8 чорний ферзь · b7 білий кінь · d7 чорний король · f7 чорна тура · f6 чорний пішак · b5 чорний кінь · e4 чорний пішак · f4 білий король · e3 біла тура · f3 білий слон · g1 чорний слон · h1 чорний слон | e8 чорний ферзь · b7 білий кінь · d7 чорний король · f7 чорна тура · f6 чорний пішак · b5 чорний кінь · e4 чорний пішак · f4 білий король · e3 біла тура · f3 білий слон · g1 чорний слон · h1 чорний слон | e8 чорний ферзь · b7 білий кінь · d7 чорний король · f7 чорна тура · f6 чорний пішак · b5 чорний кінь · e4 чорний пішак · f4 білий король · e3 біла тура · f3 білий слон · g1 чорний слон · h1 чорний слон | e8 чорний ферзь · b7 білий кінь · d7 чорний король · f7 чорна тура · f6 чорний пішак · b5 чорний кінь · e4 чорний пішак · f4 білий король · e3 біла тура · f3 білий слон · g1 чорний слон · h1 чорний слон | e8 чорний ферзь · b7 білий кінь · d7 чорний король · f7 чорна тура · f6 чорний пішак · b5 чорний кінь · e4 чорний пішак · f4 білий король · e3 біла тура · f3 білий слон · g1 чорний слон · h1 чорний слон | e8 чорний ферзь · b7 білий кінь · d7 чорний король · f7 чорна тура · f6 чорний пішак · b5 чорний кінь · e4 чорний пішак · f4 білий король · e3 біла тура · f3 білий слон · g1 чорний слон · h1 чорний слон | e8 чорний ферзь · b7 білий кінь · d7 чорний король · f7 чорна тура · f6 чорний пішак · b5 чорний кінь · e4 чорний пішак · f4 білий король · e3 біла тура · f3 білий слон · g1 чорний слон · h1 чорний слон | e8 чорний ферзь · b7 білий кінь · d7 чорний король · f7 чорна тура · f6 чорний пішак · b5 чорний кінь · e4 чорний пішак · f4 білий король · e3 біла тура · f3 білий слон · g1 чорний слон · h1 чорний слон | 1 |
|   | a | b | c | d | e | f | g | h |   |

b) f7 → g2, c) b7 → g5, d) +f2

a) 1. Df8 L:e4! 2. Ke8 Lc6#
b) 1. Kc6 T:e4 2. Lb6 Te7#
c) 1. Sd6 S:e4! 2. Ke6 Sc5#
d) 1. Ke6 K:e4 2. Dd7 kf4#
В цій задачі перекриття Новотного українське пройшло у чотирьох фазах — жертовна чорна фігура на полі перетину дії білих тури і слона забирається чотирма фігурами білих: слоном, турою, конем і королем. Тематичне поле — «e4».

## Перекриття у чорній формі
При вираженні перекриття у цій формі проходить взаємне перекриття чорних тематичних фігур чорними фігурами після прийняття чорними жертви білої фігури на тематичнім полі перетину ліній дії фігур щонайменше у трьох фазах.

## Перекриття у повній формі
При вираженні перекриття у цій формі проходить в незалежних двох механізмах одночасно у кожній фазі взаємне перекриття і білих тематичних фігур білими фігурами після прийняття білими жертви чорної фігури на тематичнім полі перетину ліній дії білих фігур, і проходить взаємне перекриття чорних тематичних фігур чорними фігурами після прийняття чорними жертви білої фігури на тематичнім полі перетину ліній дії чорних фігур, щонайменше у трьох фазах одночасно.

## Перекриття у змішаній формі
При вираженні перекриття у цій формі проходить взаємне перекриття білих тематичних фігур чорними тематичними фігурами, або чорних тематичних фігур білими тематичними фігурами після прийняття жертви щонайменше у трьох фазах.

## Перекриття у повній змішаній формі
При вираженні перекриття у цій формі завдяки взаємних жертв білих і чорних фігур на одному і тому ж тематичному полі проходить у кожній фазі то перекриття чорними білих фігур, то перекриття білими чорних фігур щонайменше у трьох фазах.
|   | a | b | c | d | e | f | g | h |   |
| 8 | c7 білий кінь · a6 білий слон · c6 чорний пішак · f6 чорний ферзь · a5 біла тура · b5 білий пішак · g5 чорна тура · b4 чорний слон · e4 чорний король · c3 чорний пішак · e3 білий пішак · e2 чорний слон · h2 біла тура · h1 білий король | c7 білий кінь · a6 білий слон · c6 чорний пішак · f6 чорний ферзь · a5 біла тура · b5 білий пішак · g5 чорна тура · b4 чорний слон · e4 чорний король · c3 чорний пішак · e3 білий пішак · e2 чорний слон · h2 біла тура · h1 білий король | c7 білий кінь · a6 білий слон · c6 чорний пішак · f6 чорний ферзь · a5 біла тура · b5 білий пішак · g5 чорна тура · b4 чорний слон · e4 чорний король · c3 чорний пішак · e3 білий пішак · e2 чорний слон · h2 біла тура · h1 білий король | c7 білий кінь · a6 білий слон · c6 чорний пішак · f6 чорний ферзь · a5 біла тура · b5 білий пішак · g5 чорна тура · b4 чорний слон · e4 чорний король · c3 чорний пішак · e3 білий пішак · e2 чорний слон · h2 біла тура · h1 білий король | c7 білий кінь · a6 білий слон · c6 чорний пішак · f6 чорний ферзь · a5 біла тура · b5 білий пішак · g5 чорна тура · b4 чорний слон · e4 чорний король · c3 чорний пішак · e3 білий пішак · e2 чорний слон · h2 біла тура · h1 білий король | c7 білий кінь · a6 білий слон · c6 чорний пішак · f6 чорний ферзь · a5 біла тура · b5 білий пішак · g5 чорна тура · b4 чорний слон · e4 чорний король · c3 чорний пішак · e3 білий пішак · e2 чорний слон · h2 біла тура · h1 білий король | c7 білий кінь · a6 білий слон · c6 чорний пішак · f6 чорний ферзь · a5 біла тура · b5 білий пішак · g5 чорна тура · b4 чорний слон · e4 чорний король · c3 чорний пішак · e3 білий пішак · e2 чорний слон · h2 біла тура · h1 білий король | c7 білий кінь · a6 білий слон · c6 чорний пішак · f6 чорний ферзь · a5 біла тура · b5 білий пішак · g5 чорна тура · b4 чорний слон · e4 чорний король · c3 чорний пішак · e3 білий пішак · e2 чорний слон · h2 біла тура · h1 білий король | 8 |
| 7 | c7 білий кінь · a6 білий слон · c6 чорний пішак · f6 чорний ферзь · a5 біла тура · b5 білий пішак · g5 чорна тура · b4 чорний слон · e4 чорний король · c3 чорний пішак · e3 білий пішак · e2 чорний слон · h2 біла тура · h1 білий король | c7 білий кінь · a6 білий слон · c6 чорний пішак · f6 чорний ферзь · a5 біла тура · b5 білий пішак · g5 чорна тура · b4 чорний слон · e4 чорний король · c3 чорний пішак · e3 білий пішак · e2 чорний слон · h2 біла тура · h1 білий король | c7 білий кінь · a6 білий слон · c6 чорний пішак · f6 чорний ферзь · a5 біла тура · b5 білий пішак · g5 чорна тура · b4 чорний слон · e4 чорний король · c3 чорний пішак · e3 білий пішак · e2 чорний слон · h2 біла тура · h1 білий король | c7 білий кінь · a6 білий слон · c6 чорний пішак · f6 чорний ферзь · a5 біла тура · b5 білий пішак · g5 чорна тура · b4 чорний слон · e4 чорний король · c3 чорний пішак · e3 білий пішак · e2 чорний слон · h2 біла тура · h1 білий король | c7 білий кінь · a6 білий слон · c6 чорний пішак · f6 чорний ферзь · a5 біла тура · b5 білий пішак · g5 чорна тура · b4 чорний слон · e4 чорний король · c3 чорний пішак · e3 білий пішак · e2 чорний слон · h2 біла тура · h1 білий король | c7 білий кінь · a6 білий слон · c6 чорний пішак · f6 чорний ферзь · a5 біла тура · b5 білий пішак · g5 чорна тура · b4 чорний слон · e4 чорний король · c3 чорний пішак · e3 білий пішак · e2 чорний слон · h2 біла тура · h1 білий король | c7 білий кінь · a6 білий слон · c6 чорний пішак · f6 чорний ферзь · a5 біла тура · b5 білий пішак · g5 чорна тура · b4 чорний слон · e4 чорний король · c3 чорний пішак · e3 білий пішак · e2 чорний слон · h2 біла тура · h1 білий король | c7 білий кінь · a6 білий слон · c6 чорний пішак · f6 чорний ферзь · a5 біла тура · b5 білий пішак · g5 чорна тура · b4 чорний слон · e4 чорний король · c3 чорний пішак · e3 білий пішак · e2 чорний слон · h2 біла тура · h1 білий король | 7 |
| 6 | c7 білий кінь · a6 білий слон · c6 чорний пішак · f6 чорний ферзь · a5 біла тура · b5 білий пішак · g5 чорна тура · b4 чорний слон · e4 чорний король · c3 чорний пішак · e3 білий пішак · e2 чорний слон · h2 біла тура · h1 білий король | c7 білий кінь · a6 білий слон · c6 чорний пішак · f6 чорний ферзь · a5 біла тура · b5 білий пішак · g5 чорна тура · b4 чорний слон · e4 чорний король · c3 чорний пішак · e3 білий пішак · e2 чорний слон · h2 біла тура · h1 білий король | c7 білий кінь · a6 білий слон · c6 чорний пішак · f6 чорний ферзь · a5 біла тура · b5 білий пішак · g5 чорна тура · b4 чорний слон · e4 чорний король · c3 чорний пішак · e3 білий пішак · e2 чорний слон · h2 біла тура · h1 білий король | c7 білий кінь · a6 білий слон · c6 чорний пішак · f6 чорний ферзь · a5 біла тура · b5 білий пішак · g5 чорна тура · b4 чорний слон · e4 чорний король · c3 чорний пішак · e3 білий пішак · e2 чорний слон · h2 біла тура · h1 білий король | c7 білий кінь · a6 білий слон · c6 чорний пішак · f6 чорний ферзь · a5 біла тура · b5 білий пішак · g5 чорна тура · b4 чорний слон · e4 чорний король · c3 чорний пішак · e3 білий пішак · e2 чорний слон · h2 біла тура · h1 білий король | c7 білий кінь · a6 білий слон · c6 чорний пішак · f6 чорний ферзь · a5 біла тура · b5 білий пішак · g5 чорна тура · b4 чорний слон · e4 чорний король · c3 чорний пішак · e3 білий пішак · e2 чорний слон · h2 біла тура · h1 білий король | c7 білий кінь · a6 білий слон · c6 чорний пішак · f6 чорний ферзь · a5 біла тура · b5 білий пішак · g5 чорна тура · b4 чорний слон · e4 чорний король · c3 чорний пішак · e3 білий пішак · e2 чорний слон · h2 біла тура · h1 білий король | c7 білий кінь · a6 білий слон · c6 чорний пішак · f6 чорний ферзь · a5 біла тура · b5 білий пішак · g5 чорна тура · b4 чорний слон · e4 чорний король · c3 чорний пішак · e3 білий пішак · e2 чорний слон · h2 біла тура · h1 білий король | 6 |
| 5 | c7 білий кінь · a6 білий слон · c6 чорний пішак · f6 чорний ферзь · a5 біла тура · b5 білий пішак · g5 чорна тура · b4 чорний слон · e4 чорний король · c3 чорний пішак · e3 білий пішак · e2 чорний слон · h2 біла тура · h1 білий король | c7 білий кінь · a6 білий слон · c6 чорний пішак · f6 чорний ферзь · a5 біла тура · b5 білий пішак · g5 чорна тура · b4 чорний слон · e4 чорний король · c3 чорний пішак · e3 білий пішак · e2 чорний слон · h2 біла тура · h1 білий король | c7 білий кінь · a6 білий слон · c6 чорний пішак · f6 чорний ферзь · a5 біла тура · b5 білий пішак · g5 чорна тура · b4 чорний слон · e4 чорний король · c3 чорний пішак · e3 білий пішак · e2 чорний слон · h2 біла тура · h1 білий король | c7 білий кінь · a6 білий слон · c6 чорний пішак · f6 чорний ферзь · a5 біла тура · b5 білий пішак · g5 чорна тура · b4 чорний слон · e4 чорний король · c3 чорний пішак · e3 білий пішак · e2 чорний слон · h2 біла тура · h1 білий король | c7 білий кінь · a6 білий слон · c6 чорний пішак · f6 чорний ферзь · a5 біла тура · b5 білий пішак · g5 чорна тура · b4 чорний слон · e4 чорний король · c3 чорний пішак · e3 білий пішак · e2 чорний слон · h2 біла тура · h1 білий король | c7 білий кінь · a6 білий слон · c6 чорний пішак · f6 чорний ферзь · a5 біла тура · b5 білий пішак · g5 чорна тура · b4 чорний слон · e4 чорний король · c3 чорний пішак · e3 білий пішак · e2 чорний слон · h2 біла тура · h1 білий король | c7 білий кінь · a6 білий слон · c6 чорний пішак · f6 чорний ферзь · a5 біла тура · b5 білий пішак · g5 чорна тура · b4 чорний слон · e4 чорний король · c3 чорний пішак · e3 білий пішак · e2 чорний слон · h2 біла тура · h1 білий король | c7 білий кінь · a6 білий слон · c6 чорний пішак · f6 чорний ферзь · a5 біла тура · b5 білий пішак · g5 чорна тура · b4 чорний слон · e4 чорний король · c3 чорний пішак · e3 білий пішак · e2 чорний слон · h2 біла тура · h1 білий король | 5 |
| 4 | c7 білий кінь · a6 білий слон · c6 чорний пішак · f6 чорний ферзь · a5 біла тура · b5 білий пішак · g5 чорна тура · b4 чорний слон · e4 чорний король · c3 чорний пішак · e3 білий пішак · e2 чорний слон · h2 біла тура · h1 білий король | c7 білий кінь · a6 білий слон · c6 чорний пішак · f6 чорний ферзь · a5 біла тура · b5 білий пішак · g5 чорна тура · b4 чорний слон · e4 чорний король · c3 чорний пішак · e3 білий пішак · e2 чорний слон · h2 біла тура · h1 білий король | c7 білий кінь · a6 білий слон · c6 чорний пішак · f6 чорний ферзь · a5 біла тура · b5 білий пішак · g5 чорна тура · b4 чорний слон · e4 чорний король · c3 чорний пішак · e3 білий пішак · e2 чорний слон · h2 біла тура · h1 білий король | c7 білий кінь · a6 білий слон · c6 чорний пішак · f6 чорний ферзь · a5 біла тура · b5 білий пішак · g5 чорна тура · b4 чорний слон · e4 чорний король · c3 чорний пішак · e3 білий пішак · e2 чорний слон · h2 біла тура · h1 білий король | c7 білий кінь · a6 білий слон · c6 чорний пішак · f6 чорний ферзь · a5 біла тура · b5 білий пішак · g5 чорна тура · b4 чорний слон · e4 чорний король · c3 чорний пішак · e3 білий пішак · e2 чорний слон · h2 біла тура · h1 білий король | c7 білий кінь · a6 білий слон · c6 чорний пішак · f6 чорний ферзь · a5 біла тура · b5 білий пішак · g5 чорна тура · b4 чорний слон · e4 чорний король · c3 чорний пішак · e3 білий пішак · e2 чорний слон · h2 біла тура · h1 білий король | c7 білий кінь · a6 білий слон · c6 чорний пішак · f6 чорний ферзь · a5 біла тура · b5 білий пішак · g5 чорна тура · b4 чорний слон · e4 чорний король · c3 чорний пішак · e3 білий пішак · e2 чорний слон · h2 біла тура · h1 білий король | c7 білий кінь · a6 білий слон · c6 чорний пішак · f6 чорний ферзь · a5 біла тура · b5 білий пішак · g5 чорна тура · b4 чорний слон · e4 чорний король · c3 чорний пішак · e3 білий пішак · e2 чорний слон · h2 біла тура · h1 білий король | 4 |
| 3 | c7 білий кінь · a6 білий слон · c6 чорний пішак · f6 чорний ферзь · a5 біла тура · b5 білий пішак · g5 чорна тура · b4 чорний слон · e4 чорний король · c3 чорний пішак · e3 білий пішак · e2 чорний слон · h2 біла тура · h1 білий король | c7 білий кінь · a6 білий слон · c6 чорний пішак · f6 чорний ферзь · a5 біла тура · b5 білий пішак · g5 чорна тура · b4 чорний слон · e4 чорний король · c3 чорний пішак · e3 білий пішак · e2 чорний слон · h2 біла тура · h1 білий король | c7 білий кінь · a6 білий слон · c6 чорний пішак · f6 чорний ферзь · a5 біла тура · b5 білий пішак · g5 чорна тура · b4 чорний слон · e4 чорний король · c3 чорний пішак · e3 білий пішак · e2 чорний слон · h2 біла тура · h1 білий король | c7 білий кінь · a6 білий слон · c6 чорний пішак · f6 чорний ферзь · a5 біла тура · b5 білий пішак · g5 чорна тура · b4 чорний слон · e4 чорний король · c3 чорний пішак · e3 білий пішак · e2 чорний слон · h2 біла тура · h1 білий король | c7 білий кінь · a6 білий слон · c6 чорний пішак · f6 чорний ферзь · a5 біла тура · b5 білий пішак · g5 чорна тура · b4 чорний слон · e4 чорний король · c3 чорний пішак · e3 білий пішак · e2 чорний слон · h2 біла тура · h1 білий король | c7 білий кінь · a6 білий слон · c6 чорний пішак · f6 чорний ферзь · a5 біла тура · b5 білий пішак · g5 чорна тура · b4 чорний слон · e4 чорний король · c3 чорний пішак · e3 білий пішак · e2 чорний слон · h2 біла тура · h1 білий король | c7 білий кінь · a6 білий слон · c6 чорний пішак · f6 чорний ферзь · a5 біла тура · b5 білий пішак · g5 чорна тура · b4 чорний слон · e4 чорний король · c3 чорний пішак · e3 білий пішак · e2 чорний слон · h2 біла тура · h1 білий король | c7 білий кінь · a6 білий слон · c6 чорний пішак · f6 чорний ферзь · a5 біла тура · b5 білий пішак · g5 чорна тура · b4 чорний слон · e4 чорний король · c3 чорний пішак · e3 білий пішак · e2 чорний слон · h2 біла тура · h1 білий король | 3 |
| 2 | c7 білий кінь · a6 білий слон · c6 чорний пішак · f6 чорний ферзь · a5 біла тура · b5 білий пішак · g5 чорна тура · b4 чорний слон · e4 чорний король · c3 чорний пішак · e3 білий пішак · e2 чорний слон · h2 біла тура · h1 білий король | c7 білий кінь · a6 білий слон · c6 чорний пішак · f6 чорний ферзь · a5 біла тура · b5 білий пішак · g5 чорна тура · b4 чорний слон · e4 чорний король · c3 чорний пішак · e3 білий пішак · e2 чорний слон · h2 біла тура · h1 білий король | c7 білий кінь · a6 білий слон · c6 чорний пішак · f6 чорний ферзь · a5 біла тура · b5 білий пішак · g5 чорна тура · b4 чорний слон · e4 чорний король · c3 чорний пішак · e3 білий пішак · e2 чорний слон · h2 біла тура · h1 білий король | c7 білий кінь · a6 білий слон · c6 чорний пішак · f6 чорний ферзь · a5 біла тура · b5 білий пішак · g5 чорна тура · b4 чорний слон · e4 чорний король · c3 чорний пішак · e3 білий пішак · e2 чорний слон · h2 біла тура · h1 білий король | c7 білий кінь · a6 білий слон · c6 чорний пішак · f6 чорний ферзь · a5 біла тура · b5 білий пішак · g5 чорна тура · b4 чорний слон · e4 чорний король · c3 чорний пішак · e3 білий пішак · e2 чорний слон · h2 біла тура · h1 білий король | c7 білий кінь · a6 білий слон · c6 чорний пішак · f6 чорний ферзь · a5 біла тура · b5 білий пішак · g5 чорна тура · b4 чорний слон · e4 чорний король · c3 чорний пішак · e3 білий пішак · e2 чорний слон · h2 біла тура · h1 білий король | c7 білий кінь · a6 білий слон · c6 чорний пішак · f6 чорний ферзь · a5 біла тура · b5 білий пішак · g5 чорна тура · b4 чорний слон · e4 чорний король · c3 чорний пішак · e3 білий пішак · e2 чорний слон · h2 біла тура · h1 білий король | c7 білий кінь · a6 білий слон · c6 чорний пішак · f6 чорний ферзь · a5 біла тура · b5 білий пішак · g5 чорна тура · b4 чорний слон · e4 чорний король · c3 чорний пішак · e3 білий пішак · e2 чорний слон · h2 біла тура · h1 білий король | 2 |
| 1 | c7 білий кінь · a6 білий слон · c6 чорний пішак · f6 чорний ферзь · a5 біла тура · b5 білий пішак · g5 чорна тура · b4 чорний слон · e4 чорний король · c3 чорний пішак · e3 білий пішак · e2 чорний слон · h2 біла тура · h1 білий король | c7 білий кінь · a6 білий слон · c6 чорний пішак · f6 чорний ферзь · a5 біла тура · b5 білий пішак · g5 чорна тура · b4 чорний слон · e4 чорний король · c3 чорний пішак · e3 білий пішак · e2 чорний слон · h2 біла тура · h1 білий король | c7 білий кінь · a6 білий слон · c6 чорний пішак · f6 чорний ферзь · a5 біла тура · b5 білий пішак · g5 чорна тура · b4 чорний слон · e4 чорний король · c3 чорний пішак · e3 білий пішак · e2 чорний слон · h2 біла тура · h1 білий король | c7 білий кінь · a6 білий слон · c6 чорний пішак · f6 чорний ферзь · a5 біла тура · b5 білий пішак · g5 чорна тура · b4 чорний слон · e4 чорний король · c3 чорний пішак · e3 білий пішак · e2 чорний слон · h2 біла тура · h1 білий король | c7 білий кінь · a6 білий слон · c6 чорний пішак · f6 чорний ферзь · a5 біла тура · b5 білий пішак · g5 чорна тура · b4 чорний слон · e4 чорний король · c3 чорний пішак · e3 білий пішак · e2 чорний слон · h2 біла тура · h1 білий король | c7 білий кінь · a6 білий слон · c6 чорний пішак · f6 чорний ферзь · a5 біла тура · b5 білий пішак · g5 чорна тура · b4 чорний слон · e4 чорний король · c3 чорний пішак · e3 білий пішак · e2 чорний слон · h2 біла тура · h1 білий король | c7 білий кінь · a6 білий слон · c6 чорний пішак · f6 чорний ферзь · a5 біла тура · b5 білий пішак · g5 чорна тура · b4 чорний слон · e4 чорний король · c3 чорний пішак · e3 білий пішак · e2 чорний слон · h2 біла тура · h1 білий король | c7 білий кінь · a6 білий слон · c6 чорний пішак · f6 чорний ферзь · a5 біла тура · b5 білий пішак · g5 чорна тура · b4 чорний слон · e4 чорний король · c3 чорний пішак · e3 білий пішак · e2 чорний слон · h2 біла тура · h1 білий король | 1 |
|   | a | b | c | d | e | f | g | h |   |

b) h2 → g8, c) h2 → b6

a) 1. L:b5! (T:b5, cb5?) T:b5! (L:b5, S:b5?) 2. Kd3 Te5#
b) 1. T:b5! (L:b5, cb5?) L:b5! (T:b5, S:b5?) 2. Kf5 Ld3#
c) 1. cb5! (T:b5, L:b5?) S:b5! (L:b5, T:b5?) 2. Kd5 S:c3#
Тематичне поле, на якому стоїть біла жертовна фігура і перекриваються білі і чорні фігури є поле «b5».